# 김은희 (작가)
김은희는 대한민국의 텔레비전 드라마 작가이다. 

## 드라마
- 2002년 KBS2 토요 미니시리즈 《겨울연가》 ... 공동집필
- 2003년 KBS2 월화 미니시리즈 《여름향기》 ... 원안
- 2004년 KBS2 월화 미니시리즈 《낭랑 18세》 ... 공동집필
- 2004년 KBS2 일요 청춘드라마 《알게될거야》 ... 공동집필
- 2006년 ~ 2007년 KBS2 월화 미니시리즈 《눈의 여왕》 ... 공동집필
- 2008년 MBC 월화 미니시리즈 《밤이면 밤마다》 ... 공동집필
- 2009년 KBS2 수목 미니시리즈 《아가씨를 부탁해》 ... 공동집필
- 2013년 KBS2 월화 미니시리즈 《총리와 나》 ... 공동집필
- 2022년 MBC 금토 미니시리즈 《금수저》 ... 공동집필

## 같이 보기
- 윤은경 : 《겨울연가》, 《여름향기》, 《낭랑 18세》, 《알게될거야》, 《눈의 여왕》, 《밤이면 밤마다》, 《아가씨를 부탁해》, 《총리와 나》, 《금수저》이상의 9작품을 동시에 같이 집필했던 드라마작가.

- 김은희 : 동명이인의 작가이자, 《싸인》, 《두 번째 시그널》, 《시그널》등을 집필했던 작가이다.